# 디카페인

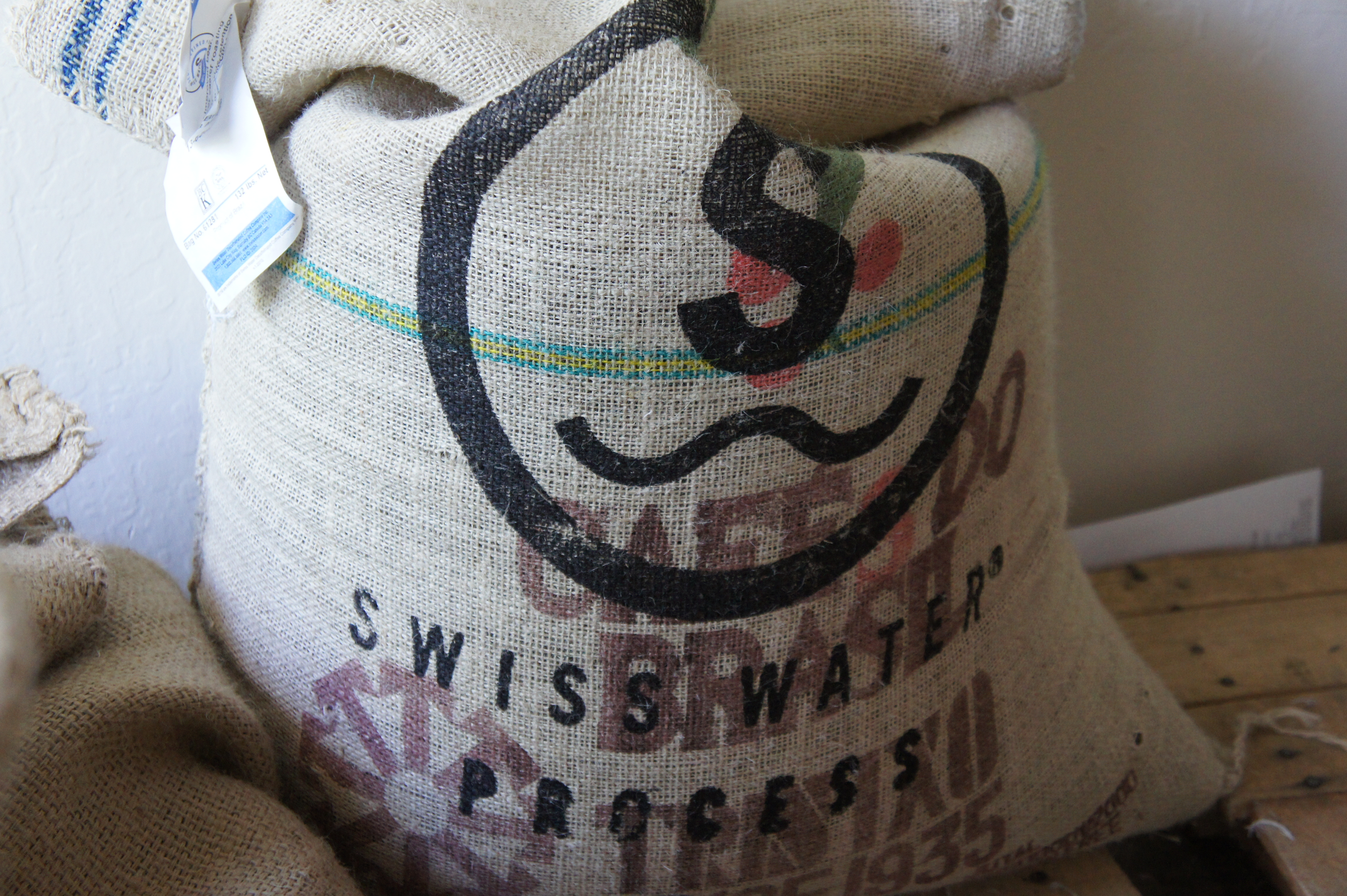
스위스 워터 공정을 거쳐 디카페인 처리된 그린 커피빈 꾸러미

디카페인(영어: decaffeination)은 커피콩, 코코아, 찻잎, 그리고 카페인을 함유하는 그 밖의 물질에서 카페인을 제거하는 과정이다. 디카페인 커피는 일반적으로 원래의 카페인 성분 중 1~2%를 포함하며, 임산부, 당뇨환자, 위가 약한 사람도 먹을 수 있는 커피이다.
커피를 좋아하지만, 위가 약하거나, 저녁에 커피를 마시려는 사람이 늘어나면서, 디카페인 소비량이 점점 급증하고 있다.
보통 디카페인커피는 물로 워싱하는 방법으로 카페인을 제거하는데, 보통은 디카페인을 만들때 일부러 저렴한 원두를 사용한다. 
디카페인을 파는 곳 자체가 별로 없다보니 저렴한 원두를 써도 판매가 잘 일어나기 때문이다. 
그 때문에 일반원두에 비해 디카페인이 맛없는 경우가 많다.

## 같이 보기
- 커피 대용품